# Чемпионат России по греко-римской борьбе 2020
Чемпионат России по греко-римской борьбе 2020 года прошёл в Новосибирске 15-20 января в международном выставочном комплексе «Новосибирск Экспоцентр».

## Медалисты
| Категория | Золото             | Серебро           | Бронза                             |
| --------- | ------------------ | ----------------- | ---------------------------------- |
| до 55 кг  | Виталий Кабалоев   | Эмин Сефершаев    | Амаяк Осипов Иван Хлабыстов        |
| до 60 кг  | Жамболат Локьяев   | Артур Петросян    | Мингиян Семёнов Родион Саматов     |
| до 63 кг  | Ибрагим Лабазанов  | Марат Гарипов     | Санал Семёнов Павел Салеев         |
| до 67 кг  | Назир Абдулаев     | Ален Мирзоян      | Ислам-Бека Альбиев Азамат Ахмедов  |
| до 72 кг  | Адам Курак         | Магомед Ярбилов   | Арслан Зубаиров Станислав Климов   |
| до 77 кг  | Александр Чехиркин | Ислам Опиев       | Рамазан Абачараев Абуязид Манцигов |
| до 82 кг  | Шамиль Ожаев       | Руслан Варданян   | Руслан Гусейнов Дмитрий Джиоев     |
| до 87 кг  | Давит Чакветадзе   | Александр Комаров | Артур Сокуров Вааг Маргарян        |
| до 97 кг  | Александр Головин  | Никита Мельников  | Данила Сотников Артур Саргсян      |
| до 130 кг | Сергей Семёнов     | Зураб Гедехаури   | Рафаэль Цицуашвили Виталий Щур     |